# Клермонт (Индијана)
Клермонт (енгл. Clermont) град је у америчкој савезној држави Индијана.

## Демографија
По попису из 2010. године број становника је 1.356, што је 121 (-8,2%) становника мање него 2000. године.
| Група             | 2000.         | 2010.         |
| Белци             | 1.414 (95,7%) | 1.229 (90,6%) |
| Афроамериканци    | 24 (1,6%)     | 57 (4,2%)     |
| Азијати           | 18 (1,2%)     | 9 (0,7%)      |
| Хиспаноамериканци | 11 (0,7%)     | 34 (2,5%)     |
| Укупно            | 1.477         | 1.356         |